# اس‌اس ایندوس (۱۹۰۴)
اس‌اس ایندوس (۱۹۰۴) (به انگلیسی: SS Indus (1904)) یک کشتی بود. این کشتی در سال ۱۹۰۴ ساخته شد.